# Jiří Gans
Jiří Gans (16. listopadu 1928 Praha – 16. ledna 1990 Chvalkov) byl představitel českého undergroundu a politický vězeň. Jako milovník anglosaské hudby v 60. letech založil českobudějovický Klub přátel hudby USA a v 70. letech patřil k hlavním postavám budějovického undergroundu. Roku 1977 byl v politickém procesu odsouzen na 15 let za vykonstruované obvinění ze špionáže. Jeho případ byl komunistickým režimem využit k propagandistické kampani, která měla zastrašit mládež a příslušníky undergroundu. Propuštěn byl po více než devíti letech a se zcela zničeným zdravím. Historik Petr Cajthaml o něm hovoří jako o oběti Státní bezpečnosti a zpolitizované justice.

## Život

### Život před normalizací
Narodil se 16. listopadu 1928 v Praze. Jeho otec byl podnikatel židovského původu. Zemřel v jeho 11 letech. V roce 1942 byl z rasových důvodů jako tzv. židovský míšenec vyloučen z gymnázia. Poté vystudoval dvouletý jazykový kurz angličtiny, který ukončil státní zkouškou. Po válce se s matkou přestěhoval do Českých Budějovic, kde měl jeho strýc obchod se starým železem, později znárodněný.
Jako částečný Žid z buržoazní rodiny, navíc vyčnívající svou zálibou v americké kultuře (jazzové a beatové hudbě), měl ztížené možnosti životního uplatnění. Od mládí navíc trpěl těžkou zrakovou vadou. V 50. a 60. letech vystřídal řadu zaměstnání, většinou v různých pomocných povoláních. Jako pomocný dělník pracoval v továrně na smaltované nádobí Sfinx v Českých Budějovicích a v Jihočeských papírnách ve Větřní, později byl poštovním doručovatelem. V roce 1964 byl propuštěn a odsouzen ke dvěma měsícům odnětí svobody pro porušování listovního tajemství. V letech 1966–1969 byl správcem českobudějovického Klubu mladých a následně pracoval jako noční hlídač.
Jiří Gans byl velký hudební nadšenec. V roce 1964 na výzvu Hlasu Ameriky založil českobudějovický Klub přátel americké hudby, jehož byl také jediným členem. Díky tomu poštou dostával hudební časopisy a gramofonové desky. Pravidelně navštěvoval také Pražský jazzový festival, kde se v říjnu 1965 seznámil s americkým tiskovým a kulturním atašé Robertem B. Warnerem. Do Warnerova odchodu z Československa v roce 1968 jej Gans navštěvoval v knihovně amerického velvyslanectví i v jeho bytě. Jiří Gans se setkával i s jeho nástupci, kulturním atašé Georgem Kinzerem a tiskovým atašé Andrewem Falkiewiczem. Od všech si především půjčoval hudbu a literaturu. To vše vyvolalo pozornost StB, která na něj v letech 1966–1967 vedla tzv. pozorovací svazek.

### Trestní stíhání
V 70. letech Jiří Gans pokračoval ve svých návštěvách knihovny amerického velvyslanectví a nijak neutajovaných kontaktech s jeho pracovníky. Zároveň se stal známým představitelem místního undergroundu. Známý byl i mezi místní mládeží. Bezpečnostní složky na sebe opět upozornil svou účastí na Veřejnou bezpečností rozehnaném koncertu skupiny The Plastic People of the Universe v Rudolfově v březnu 1974. StB tehdy obnovila jeho svazek.
Od 15. dubna 1976 byl Jiří Gans několik dnů stíhán pro spáchání trestného činu ohrožování mravní výchovy mládeže, kterého se měl dopustit pořádáním večírků ve svém bytě, kde měli nezletilí pít alkohol a hrát hru flaška. Stíhání bylo rychle zastaveno, umožnilo ale provést domovní prohlídku, při které byly nalezeny časopisy Newsweek a DownBeat obsahující kritické články o SSSR a karikatury sovětských komunistických politiků (např. Leonida Brežněva). Vyšetřování tím nabralo na razanci a Jiří Gans byl napodruhé obviněn ze spáchání trestného činu hanobení státu světové socialistické soustavy a jeho představitelů. Během výslechu se zmínil o svých setkáních s americkými diplomaty. Jeho vyšetřování proto bylo rychle rozšířeno o trestný čin vyzvědačství.
Dne 5. července 1976 se Jiří Gans dostavil k podání vysvětlení. StB jej bez přítomnosti obhájce nonstop vyslýchala déle než 13 hodin. Dle protokolu se údajně doznal jak ke špionáži, tak šíření „protisocialistických tiskovin“. Nebylo mu umožněno vrátit se domů a druhý den na něj byla uvalena vazba. V následujících dnech byl opakovaně vyslýchán, přičemž byla porušována jeho zákonná práva (mimo jiné nepřítomností obhájce). Ve výslechových protokolech Gans svým obviněním neoponoval, naopak se údajně doznával i ke značně nepravděpodobným věcem. Například s kulturním atašé Warnerem se měl scházet ještě dva roky poté, co Warner opustil Československo. Zároveň se doznával ke sledování vojenského letiště a dalších zařízení, přestože trpěl těžkou vadou zraku (na pravé oko byl téměř slepý a na druhé viděl jen s obtížemi). Dle historika Cajthamla je dnes obtížné rekonstruovat skutečnou podobu výslechů Jiřího Ganse, který se dle výslechových protokolů přiznával ke stále závažnějším proviněním a v protokolech časem vystupoval jako vědomě jednající špion „skoro bondovského ražení“. Gansovo podepisování vyšetřovateli vypracovaných výpovědí mohlo být dle Cajthamla projevem jeho rezignace, zároveň se mohlo projevit to, že dle některých svědectví se Gans rád chlubil svými známostmi a měl sklony je zveličovat.
Dne 2. srpna 1976 bylo Gansovo obvinění skutečně rozšířeno o vyzvědačství, což ještě zhoršilo možnosti jeho obhajoby. Případ začal být projednáván jako tajný, dozor nad ním převzalo speciální oddělení Generální prokuratury ČR a vyšetřování se přesunulo na Správu vyšetřování StB v Praze. Jiří Gans byl převezen do vazby v Praze-Ruzyni. Výslechy dlouho pokračovaly bez přítomnosti obhájce. V Českých Budějovicích Jiří Gans vystřídal několik obhájců ex offo, kteří se ale spíše snažili svým povinnostem vyhnout a v Praze mu byl přidělen JUDr. Libor Zlatník z Vojenského obvodového soudu v Praze, který jej ale zastupoval jen velmi formálně.
Do procesu s Jiřím Gansem byly také zařazeni mladí hudební fanoušci Milan Kortus a Petr Čtvrtník, ze kterých StB vytvořila spolupachatele Gansovy údajné špionážní činnosti. U Milana Kortuse měl Jiří Gans zjišťovat místo výkonu jeho základní vojenské služby, což vyšetřovatelé označili za státní tajemství zvláštní důležitosti. Další lidé byli vyslýcháni za účelem jejich zastrašení.
Obžaloba se soustředila na obvinění Jiřího Ganse z provádění špionáže pro USA pozorováním vojenského letiště Planá a zjištěním údaje o místě výkonu vojenské služby Milana Kortuse. Přestože se Gans ochotně doznával, důkazní materiál prokazoval, že pro svou částečnou slepotu mohl špionáž provádět jen s krajními obtížemi. Proto se prokazování soustředilo na informace od Milana Kortuse a styky s americkými diplomaty, které ale nebyly nijak konspirativní. Nakonec byl proti Jiřímu Gansovi použit zmanipulovaný hlavní důkaz v podobě knihy Who is Who in CIA, dle které byl Robert Warner kádrovým příslušníkem CIA. Publikace však ve skutečnosti byla dezinformací vytvořenou ve Východním Německu.

### Soud
Neveřejný proces s Jiřím Gansem, Milanem Kortusem a Petrem Čtvrtníkem proběhl ve dnech 14.–17. února 1977 u Vyššího vojenského soudu v Příbrami. Jiří Gans byl odsouzen za trestné činy vyzvědačství a hanobení státu světové socialistické soustavy a jeho představitele na 15 let odnětí svobody ve III. nápravně výchovné skupině, tedy do věznice s nejtvrdším možným režimem. Milan Kortus byl za ohrožení státního tajemství odsouzen na 2,5 roku nepodmíněně a Petr Čtvrtník za neoznámení trestného činu na 18 měsíců nepodmíněně. Prokurátor Ladislav Kozel nejprve pro Jiřího Ganse navrhoval trest smrti. Proti prvoinstančnímu rozsudku se odvolal a požadoval přísnější tresty, například pro Jiřího Ganse 20 let. Sám Jiří Gans se proti rozsudku neodvolal. Vojenské kolegium Nejvyššího soudu dne 5. května 1977 prokurátorovo odvolání zamítlo a původní rozsudek potvrdilo.
Proces s Jiřím Gansem je příkladem zneužití trestného činu vyzvědačství pro kriminalizaci domnělých, či skutečných odpůrců československého komunistického režimu. Jeho případ je typický také tím, že postižený člověk pocházel z regionu mimo centrum, nepatřil k jádru disidentských skupin a původně byl stíhán pro méně významný čin, který byl až časem nafouknut, přičemž důkazní řízení bylo postaveno na vynuceném doznání a účelově zpracovaných znaleckých posudcích..

### Propagandistická kampaň
Komunistickým režimem byl případ využit v propagandistické kampani, zaměřené na underground a tzv. závadovou mládež. Ve spolupráci s StB a Ministerstvem vnitra byl natočen televizní film Past v éteru (režie Bohumil Pavlinec[zdroj⁠?!]) a rozhlasový pořad Frekvence B, oba odvysílané na jaře 1977. Ve filmu byly dokonce použity záběry vynuceného „kajícného doznání“ Jiřího Ganse, natočené přímo v ruzyňské věznici. V periodiku Jihočeská pravda vyšel 17. června 1977 denunciační článek Případ zrádce Jiřího Ganze, ve kterém byl obviňován, že proti státu obracel místní mládež a pro amerického kulturního atašé Warnera prováděl špionáž, například monitoroval místní útvary letectva. Arnošt Beneš a Karel Daněk na motivy příběhu Jiřího Ganse napsali detektivku Nejdelší noc: Příběh jedné nenávisti: Z archívu čs. kontrarozvědky, vydanou v roce 1989 jako přílohu ministerstvem vnitra vydávaného časopisu Signál.

### Výkon trestu
Jiří Ganz svůj trest vykonal ve věznici Valdice, kde pracoval ve výrobě skleněné bižuterie a byl nadále monitorován Státní bezpečností. Věznění těžce snášel, byl šikanován svými spoluvězni a navíc trpěl zhoršujícím se zdravotním stavem (mrtvice, dna, kornatění cév). Na jeho zdravotní stav nebyly brány ohledy, takže byl opakovaně kázeňsky trestán. Později byl jako neschopný práce umístěn na oddělení pro přestárlé vězně, kde uzavřený do sebe jen pasivně přežíval. Přestal komunikovat se svým okolím, ani jej nikdo nenavštěvoval. Dokonce se pokusil o sebevraždu.
Až v roce 1985 se o Gansově případu dověděl Výbor na obranu nespravedlivě stíhaných. Dne 12. dubna 1985 čtrnáct představitelů disentu sepsalo na Gansovu podporu petici adresovanou Generálnímu prokurátorovi ČSR Jánu Feješovi. Petice byla následně zveřejněna v periodiku Informace o Chartě 77 a exilových Listech. Petice především upozorňovala na to, že bez odpovídající lékařské péče je Jiří Gans v akutním nebezpečí smrti. Další článek o případu Jiřího Ganse pro Listy napsal Václav Hokův. Nikdo však kvůli utajení soudního procesu neměl podrobnější informace, proč byl vlastně Jiří Gans odsouzen.

### Po propuštění
Dne 12. září 1985 byl Jiří Gans propuštěn na základě amnestie prezidenta republiky Gustáva Husáka. Režim se v té době mohl obávat jeho úmrtí ve vězení. Pracovníci věznice a StB jej tehdy označovali jako naprosto pasivní osobu, na hranici příčetnosti. Ve vězení strávil devět let a 68 dní. Už druhý den musel být kvůli mozkové příhodě hospitalizován v Českých Budějovicích. Po několika týdnech byl převezen do léčebny v Hrudkově, kde strávil přibližně rok. StB se o Ganse stále zajímala a od října 1985 na něj vedla tzv. pozorovací svazek, který byl uzavřen až po jeho smrti. StB pravidelně zpovídala lékaře a personál hrudkovské léčebny (a později i domova důchodců) a pokoušela se hovořit i s Jiřím Gansem, jehož psychický stav se časem alespoň mírně zlepšoval. Po několika měsících byl schopen alespoň jednoduchých rozhovorů a pokoušel se sledovat hudební pořady v televizi.
Z Hrudkova byl Jiří Gans přesunut do domova důchodců ve Chvalkově. Představitelé opozice se však o jeho propuštění dověděli až v roce 1986. Několikrát jej navštívili signatáři Charty 77 Dana Němcová, Jan Ruml a Jiří Ruml. Jan Ruml později napsal, že z vězení Gans vyšel jako zcela fyzicky i psychicky zničený člověk. Několikrát obdržel peněžní dar a balíček od organizace Czechoslovak Jewish Aid Trust. Gansův zdravotní stav, charakterizovaný jako předčasné zestárnutí, se však opět zhoršoval. Opět ztrácel zájem o své okolí a mentálně se ocitl na úrovni dítěte. V době Sametové revoluce trávil většinu času na lůžku, neschopen komunikace se svým okolím. Jiří Gans zemřel 16. ledna 1990. Jeho urna byla uložena na děčínském hřbitově ve Škrabkách.
Rehabilitace se dočkal až po své smrti. Dne 20. srpna 1991 byl původní rozsudek zrušen Vyšším vojenským soudem v Táboře a 17. prosince 1992 jej tentýž soud obžaloby z vyzvědačství zprostil. Zároveň soud konstatoval, že během vyšetřování a původního soudního líčení byly hrubě porušovány procesní předpisy, včetně faktického upření zákonného práva na obhajobu. V 90. letech byli, v souvislosti s Gansovým případem, vyšetřovatelé StB Mikuláš Tita a Jiří Pešek obviněni ze zneužívání pravomoci veřejného činitele. Později byli oba soudem osvobozeni.

## Připomínky

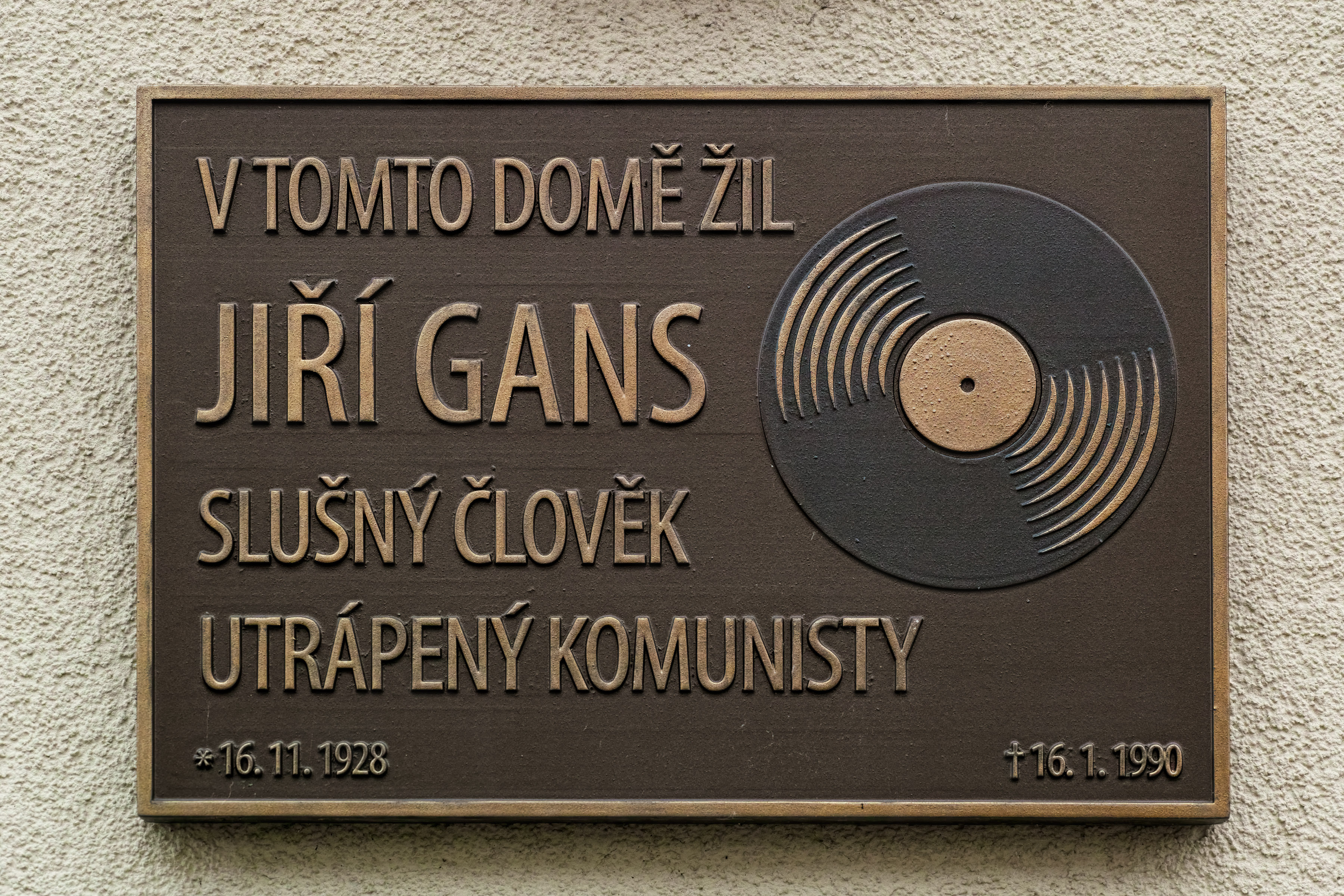
Pamětní deska Jiřího Ganse

Ke dni 30. výročí smrti Jiřího Ganse byla odhalena pamětní deska na českobudějovickém domě, kde žil (Bedřicha Smetany 24). Na desce je uvedeno: „V tomto domě žil Jiří Gans, slušný člověk utrápený komunisty“.